# Hallasjön (Torsås socken, Småland)
Hallasjön är en sjö i Torsås kommun i Småland och ingår i Bruatorpsåns huvudavrinningsområde. Sjön är 3,1 meter djup, har en yta på 0,106 kvadratkilometer och är belägen 72,2 meter över havet. Vid provfiske har bland annat abborre, braxen, gädda och mört fångats i sjön.

## Delavrinningsområde
Hallasjön ingår i det delavrinningsområde (625098-150315) som SMHI kallar för Mynnar i Bruatorpsån. Medelhöjden är 76 meter över havet och ytan är 20,38 kvadratkilometer. Det finns inga avrinningsområden uppströms utan avrinningsområdet är högsta punkten. Hulekvillen som avvattnar avrinningsområdet har biflödesordning 2, vilket innebär att vattnet flödar genom totalt 2 vattendrag innan det når havet efter 22 kilometer. Avrinningsområdet består mestadels av skog (80 procent). Avrinningsområdet har 0,64 kvadratkilometer vattenytor vilket ger det en sjöprocent på 3,1 procent.

## Fisk
Vid provfiske har följande fisk fångats i sjön:
- Abborre
- Braxen
- Gädda
- Mört
- Sarv